# Léopold-Charles de Choiseul-Stainville

Familienwappen

Léopold-Charles de Choiseul-Stainville (* 6. Dezember 1724 in Lunéville; † 10. September 1774 in Moulins) war ein römisch-katholischer Bischof und Regent des Hochstifts Cambrai.

## Familiärer Hintergrund
Choiseul-Stainville stammte aus dem Adelsgeschlecht Choiseul, das aus dem gleichnamigen Ort Choiseul stammte. Sein  Vater war François-Joseph de Choiseul-Beaupré, der Marquis de Stainville. Sein jüngerer Bruder Étienne-François de Choiseul war französischer Außen- und Kriegsminister und stand in der Gunst des französischen Königs Ludwig XV. Ebenfalls Außenminister unter Ludwig XV. war sein Cousin César Gabriel de Choiseul-Praslin. Ein weiterer jüngerer Bruder war der Marschall von Frankreich und Duc von Stainville Jacques Philippe de Choiseul-Stainville. Ein Onkel war der französische Kardinal Antoine Clairiard de Choiseul de Beaupré. Ebenfalls im klerikalen Bereich tätig war sein Cousin Claude-Antoine de Choiseul-Beaupré, der Bischof von Châlons-sur-Marne.

## Leben
Choiseul durchlief schnell, beeinflusst von seinen Eltern, eine klerikale Laufbahn. Am 23. August 1738 erhielt er in Paris seine Tonsur. Im September 1745 empfing er die Niederen Weihen und wurde Subdiakon. Durch seinen Cousin, den Bischof von Châlons-sur-Marne, Claude-Antoine de Choiseul-Beaupré wurde er am 17. Dezember 1746 Diakon und zum Priester geweiht. Sein Cousin ernannte ihn darauf zum Generalvikar.
Am 14. Mai 1758 wurde er als Bischof von Évreux auserwählt und am 2. Oktober bestätigt. Seine Bischofsweihe empfing er dann am 29. Oktober 1758. Bereits kurz darauf, im April 1759 wurde er als Erzbischof von Albi auserwählt und am 28. Mai 1759 als solcher eingesetzt. Ebenfalls 1759 erfolgte seine Ernennung zum Abt der Abtei Sankt Arnulf in Metz, ein Amt, das er bis zu seinem Lebensende innehatte.
Choiseul wurde am 13. Mai 1764 als Fürsterzbischof von Cambrai und Regent des Hochstifts Cambrai im Range eines Herzogs auserwählt und am 9. Juli 1764 eingesetzt. Er starb auf dem Rückweg einer Reise nach Vichy und wurde in der Peterskirche von Cambrai beigesetzt. Sein Grab wurde in der Französischen Revolution zerstört.